# 235 Carolina
235 Carolina este un asteroid din centura principală, descoperit pe 28 noiembrie 1883, de Johann Palisa.